# Joby Baker
Joseph N. „Joby“ Baker (* 26. März 1934 in Montreal) ist ein kanadischer Schauspieler.

## Leben
Baker hatte 1952 sein Fernsehdebüt in einer Gastrolle der Red Skelton Show. Nach einer im Abspann nicht genannten Spielfilmrolle und einem weiteren kleinen Gastauftritt in einer Comedyshow erhielt er 1958 die Rolle des Stinky in der Surfkomödie April entdeckt die Männer neben Sandra Dee und James Darren. In der Folge spielte er in einer Reihe weiterer Spielfilme der frühen 1960er Jahre und hatte zahlreiche Auftritte in erfolgreichen Serienformaten wie Dr. Kildare, Perry Mason und Rauchende Colts.
1966 spielte Baker in der Elvis-Presley-Komödie Kurven-Lily und war in späteren Jahren in einigen Disney-Filmen zu sehen. 1968 erhielt er eine der Hauptrollen in der Sitcom Good Morning World an der Seite von Ronnie Schell, diese wurde jedoch nach Ende der ersten Staffel mit 26 Episoden eingestellt. In den 1970er Jahren wurden seine Filmrollen seltener, seinen letzten Fernsehauftritt hatte er 1984.
Baker war in erster Ehe von 1959 bis 1961 mit der Schauspielerin Joan Blackman verheiratet, die er in der Schauspielschule kennengelernt hatte. Aus seiner zweiten Ehe hat er zwei Kinder. In dritter Ehe war er von 1986 bis zu deren Tod 2012 mit der Schriftstellerin und Singer-Songwriterin Dory Previn verheiratet.

## Filmografie (Auswahl)

### Fernsehen
- 1957: Polizeibericht
- 1959: Alfred Hitchcock präsentiert
- 1960: Surfside 6
- 1961: Dr. Kildare
- 1962: Perry Mason
- 1962: Rauchende Colts (Gunsmoke)
- 1965: The Dick Van Dyke Show
- 1967–1968: Good Morning, World
- 1969: Mannix
- 1972: Die Straßen von San Francisco (The Streets of San Francisco)
- 1974: Barnaby Jones
- 1976: Bronk
- 1977: Quincy
- 1981: Simon & Simon

### Film
- 1955: Sperrfeuer auf Quadrat 7 (Target Zero)
- 1959: Der Zorn des Gerechten (The Last Angry Man)
- 1959: April entdeckt die Männer (Gidget)
- 1960: Auf schrägem Kurs (The Wackiest Ship in the Army)
- 1960: Die Wölfe von Los Angeles (Key Witness)
- 1961: April entdeckt Hawaii (Gidget Goes Hawaiian)
- 1963: April entdeckt Rom (Gidget Goes to Rome)
- 1965: Kurven-Lily (Girl Happy)
- 1968: Käpt’n Blackbeards Spuk-Kaschemme (Blackbeard’s Ghost)
- 1973: Superdad – Papa ist der Größte (Superdad)